# بلو هیل (نبراسکا)
بلو هیل(به انگلیسی: Blue Hill) شهری در ایالت نبراسکا کشور ایالات متحده آمریکا است که جمعیت آن در سرشماری سال ۲۰۱۰ میلادی، ۹۳۶ نفر بوده‌است.